# Кубок України з футболу 2004—2005
У чотирнадцятому розіграші Кубка України з футболу сезону 2004/05 року взяли участь 64 команди. Проходив з 6 серпня 2004 року по 29 травня 2005 року.

## Учасники
| Клуби вищої ліги: | Клуби першої ліги: | Клуби другої ліги: | Клуби другої ліги: |
| - «Арсенал» (Київ) - «Борисфен» (Бориспіль) - «Волинь» (Луцьк) - «Ворскла-Нафтогаз» (Полтава) - «Динамо» (Київ) - «Дніпро» (Дніпропетровськ) - «Закарпаття» (Ужгород) - «Іллічівець» (Маріуполь) - «Кривбас» (Кривий Ріг) - «Металіст» (Харків) - «Металург» (Донецьк) - «Металург» (Запоріжжя) - «Оболонь» (Київ) - «Таврія» (Сімферополь) - «Чорноморець» (Одеса) - «Шахтар» (Донецьк) | - «Арсенал» (Харків) - «Газовик-Скала» (Стрий) - «Динамо-ІгроСервіс» (Сімферополь) - «Зоря» (Луганськ) - «Карпати» (Львів) - ФК «Миколаїв» - «Нафком» (Бровари) - «Нафтовик-Укрнафта» (Охтирка) - «Нива» (Вінниця) - «Поділля» (Хмельницький) - «Полісся» (Житомир) - «Спартак» (Івано-Франківськ) - «Спартак-Горобина» (Суми) - «Сталь» (Алчевськ) - «Сталь» (Дніпродзержинськ) - «ЦСКА» (Київ) | - ФК «Бершадь» - «Буковина» (Чернівці) - «Верес» (Рівне) - «Газовик-ХГВ» (Харків) - «Геліос» (Харків) - «Гірник-Спорт» (Комсомольськ) - «Десна» (Чернігів) - «Дністер» (Овідіополь) - «Електрометалург-НЗФ» (Нікополь) - «Енергетик» (Бурштин) - «Зірка» (Кіровоград) - «Кримтеплиця» (Молодіжне) - «Кристал» (Херсон) - «Нафтовик» (Долина) - «Нива» (Тернопіль) - МФК «Олександрія» | - ПФК «Олександрія» - «Олімпія-АЕС» (Южноукраїнськ) - «Олком» (Мелітополь) - «Освіта» (Бородянка) - «Пальміра» (Одеса) - «Рава» (Рава-Руська) - «Реал» (Одеса) - «Рось» (Біла Церква) - ФК «Севастополь» - «Техно-Центр» (Рогатин) - «Титан» (Армянськ) - «Угольок» (Димитров) - «Факел» (Івано-Франківськ) - ФК «Черкаси» - «Чорногора» (Івано-Франківськ) - «Явір» (Краснопілля) |

## Перелік матчів

### 1/32 фіналу
| 6 серпня 2004 року.              |     |                                   |             |
| «Олком» (Мелітополь)             | 0:4 | «Динамо» (Київ)                   |             |
| 7 серпня 2004 року.              |     |                                   |             |
| «Освіта» (Бородянка)             | 1:2 | «Карпати» (Львів)                 |             |
| «Рава» (Рава-Руська)             | 1:4 | «Шахтар» (Донецьк)                |             |
| «Техно-Центр» (Рогатин)          | 1:0 | «Полісся» (Житомир)               |             |
| «Енергетик» (Бурштин)            | 1:3 | «Спартак» (Івано-Франківськ)      |             |
| «Нива» (Тернопіль)               | 0:1 | «Металіст» (Харків)               |             |
| «Нафтовик» (Долина)              | 1:2 | ФК «Миколаїв»                     |             |
| «Верес» (Рівне)                  | 2:4 | «Поділля» (Хмельницький)          |             |
| «Буковина» (Чернівці)            | 0:1 | «Борисфен» (Бориспіль)            |             |
| ФК «Бершадь»                     | 1:3 | «Сталь» (Дніпродзержинськ)        |             |
| «Зірка» (Кіровоград)             | 1:4 | «Кривбас» (Кривий Ріг)            |             |
| «Кримтеплиця» (Молодіжне)        | 0:3 | «Нива» (Вінниця)                  |             |
| «Дністер» (Овідіополь)           | 0:1 | «Металург» (Донецьк)              | дч          |
| «Пальміра» (Одеса)               | 1:1 | «Сталь» (Алчевськ)                | дч, пен.3:4 |
| «Титан» (Армянськ)               | 1:4 | «Зоря» (Луганськ)                 |             |
| ФК «Севастополь»                 | 0:2 | «Нафтовик-Укрнафта» (Охтирка)     |             |
| «Рось» (Біла Церква)             | 0:1 | «Оболонь» (Київ)                  |             |
| «Кристал» (Херсон)               | 0:1 | «Ворскла-Нафтогаз» (Полтава)      |             |
| ФК «Олександрія»                 | 0:2 | «Арсенал» (Київ)                  |             |
| «Реал» (Одеса)                   | 0:2 | «ЦСКА» (Київ)                     | дч          |
| «Десна» (Чернігів)               | 4:0 | «Арсенал» (Харків)                |             |
| «Геліос» (Харків)                | 1:3 | «Таврія» (Сімферополь)            |             |
| «Газовик-ХГВ» (Харків)           | 0:1 | «Металург» (Запоріжжя)            |             |
| ФК «Черкаси»                     | 2:0 | «Газовик-Скала» (Стрий)           |             |
| «Явір» (Краснопілля)             | 3:1 | «Закарпаття» (Ужгород)            |             |
| «Угольок» (Димитров)             | 0:3 | «Нафком» (Бровари)                |             |
| «Гірник-Спорт» (Комсомольськ)    | 1:3 | «Динамо-ІгроСервіс» (Сімферополь) |             |
| 8 серпня 2004 року.              |     |                                   |             |
| МФК «Олександрія»                | 0:3 | «Спартак-Горобина» (Суми)         |             |
| 14 серпня 2004 року.             |     |                                   |             |
| «Факел» (Івано-Франківськ)       | 0:7 | «Чорноморець» (Одеса)             |             |
| «Олімпія-АЕС» (Южноукраїнськ)    | 0:4 | «Волинь» (Луцьк)                  |             |
| 15 серпня 2004 року.             |     |                                   |             |
| «Чорногора» (Івано-Франківськ)   | 1:5 | «Іллічівець» (Маріуполь)          |             |
| «Електрометалург-НЗФ» (Нікополь) | 1:4 | «Дніпро» (Дніпропетровськ)        |             |

### 1/16 фіналу
| 19 серпня 2004 року.              |     |                              |             |
| «Десна» (Чернігів)                | 2:1 | «Борисфен» (Бориспіль)       | дч          |
| «Нива» (Вінниця)                  | 2:2 | «Арсенал» (Київ)             | дч, пен.4:2 |
| 20 серпня 2004 року.              |     |                              |             |
| «Явір» (Краснопілля)              | 0:6 | «Динамо» (Київ)              |             |
| 21 серпня 2004 року.              |     |                              |             |
| «Спартак-Горобина» (Суми)         | 1:3 | «Шахтар» (Донецьк)           |             |
| «Сталь» (Дніпродзержинськ)        | 2:3 | «Металург» (Донецьк)         |             |
| «Поділля» (Хмельницький)          | 0:3 | «Іллічівець» (Маріуполь)     |             |
| «Нафтовик-Укрнафта» (Охтирка)     | 4:0 | «Ворскла-Нафтогаз» (Полтава) |             |
| «Динамо-ІгроСервіс» (Сімферополь) | 0:3 | «Дніпро» (Дніпропетровськ)   |             |
| 22 серпня 2004 року.              |     |                              |             |
| ФК «Черкаси»                      | 3:2 | «Чорноморець» (Одеса)        | дч          |
| «ЦСКА» (Київ)                     | 2:2 | «Оболонь» (Київ)             | дч, пен.6:5 |
| «Зоря» (Луганськ)                 | 0:1 | «Кривбас» (Кривий Ріг)       | дч          |
| ФК «Миколаїв»                     | 0:1 | «Металург» (Запоріжжя)       |             |
| «Нафком» (Бровари)                | 1:2 | «Таврія» (Сімферополь)       | дч          |
| «Спартак» (Івано-Франківськ)      | 0:3 | «Волинь» (Луцьк)             |             |
| «Сталь» (Алчевськ)                | 2:0 | «Металіст» (Харків)          |             |
| «Техно-Центр» (Рогатин)           | 0:2 | «Карпати» (Львів)            |             |

### 1/8 фіналу
| 11 вересня 2004 року.         |     |                            |             |
| «Карпати» (Львів)             | 0:1 | «Динамо» (Київ)            |             |
| «Нафтовик-Укрнафта» (Охтирка) | 2:1 | «Металург» (Донецьк)       |             |
| «Сталь» (Алчевськ)            | 1:2 | «Дніпро» (Дніпропетровськ) |             |
| «ЦСКА» (Київ)                 | 1:2 | «Шахтар» (Донецьк)         |             |
| 12 вересня 2004 року.         |     |                            |             |
| «Іллічівець» (Маріуполь)      | 1:2 | «Волинь» (Луцьк)           | дч          |
| «Нива» (Вінниця)              | 1:0 | «Металург» (Запоріжжя)     |             |
| «Десна» (Чернігів)            | 1:4 | «Кривбас» (Кривий Ріг)     |             |
| ФК «Черкаси»                  | 1:1 | «Таврія» (Сімферополь)     | дч, пен.4:5 |

### Чвертьфінали
|                                     | Заг. |                            | Матч 1 | Матч 2 |  |
| ----------------------------------- | ---- | -------------------------- | ------ | ------ |  |
| 16 жовтня і 19 листопада 2004 року. |      |                            |        |        |  |
| «Волинь» (Луцьк)                    | 1:6  | «Динамо» (Київ)            | 1:2    | 0:4    |  |
| 16 жовтня і 20 листопада 2004 року. |      |                            |        |        |  |
| «Шахтар» (Донецьк)                  | 7:0  | «Таврія» (Сімферополь)     | 3:0    | 4:0    |  |
| «Нафтовик-Укрнафта» (Охтирка)       | 2:4  | «Дніпро» (Дніпропетровськ) | 0:2    | 2:2    |  |
| 17 жовтня і 20 листопада 2004 року. |      |                            |        |        |  |
| «Нива» (Вінниця)                    | 2:3  | «Кривбас» (Кривий Ріг)     | 2:1    | 0:2    |  |

### Півфінали
|                                 | Заг. |                            | Матч 1 | Матч 2 |  |
| ------------------------------- | ---- | -------------------------- | ------ | ------ |  |
| 21 квітня і 4 травня 2005 року. |      |                            |        |        |  |
| «Шахтар» (Донецьк)              | 2:1  | «Дніпро» (Дніпропетровськ) | 2:1    | 0:0    |  |
| «Кривбас» (Кривий Ріг)          | 1:3  | «Динамо» (Київ)            | 1:1    | 0:2    |  |

### Фінал
| 29 травня 2005 р. +32 °C |

| «Шахтар» (Донецьк) | 0:1      | «Динамо» (Київ) |
| ------------------ | -------- | --------------- |
|                    | протокол | Рінкон 11'      |

| Київ, НСК «Олімпійський» Глядачів: 68 000 Арбітр: Тер'є Хауґе (Норвегія) |

| Володар Кубка України 2004/05 |
| ----------------------------- |
| «Динамо» (Київ) Всьоме        |

## Найкращі бомбардири
|   | Гравець                | Клуб                   | Ігри | Голи (пен.) |
| - | ---------------------- | ---------------------- | ---- | ----------- |
| 1 | Діого Рінкон           | «Динамо» (Київ)        | 7    | 6 (2)       |
| 2 | Олександр Кожем'яченко | «Десна» (Чернігів)     | 3    | 5 (1)       |
| 3 | Брандау                | «Шахтар» (Донецьк)     | 5    | 5           |
| 4 | Адріан Пуканич         | «Шахтар» (Донецьк)     | 4    | 4           |
| 4 | Браніслав Круніч       | «Волинь» (Луцьк)       | 4    | 4           |
| 6 | Богдан Єсип            | «Нафтовик» (Охтирка)   | 5    | 4           |
| 7 | Александру Поповічі    | «Кривбас» (Кривий Ріг) | 6    | 4           |
| 8 | Тарас Кабанов          | «Кривбас» (Кривий Ріг) | 6    | 3           |
| 8 | Джуліус Агахова        | «Шахтар» (Донецьк)     | 6    | 3           |
| 8 | Маріс Верпаковскіс     | «Динамо» (Київ)        | 6    | 3           |

## Підсумкова таблиця
| Етап        | Команда                           | I | В | Н | П | РМ   | О  |
| ----------- | --------------------------------- | - | - | - | - | ---- | -- |
| Володар     | «Динамо» (Київ)                   | 8 | 7 | 1 | 0 | 21−2 | 15 |
| Фіналіст    | «Шахтар» (Донецьк)                | 8 | 6 | 1 | 1 | 18−5 | 13 |
| Півфінал    | «Дніпро» (Дніпропетровськ)        | 7 | 4 | 2 | 1 | 14−6 | 10 |
| Півфінал    | «Кривбас» (Кривий Ріг)            | 7 | 4 | 1 | 2 | 13−7 | 9  |
| 1/4 фіналу  | «Нафтовик-Укрнафта» (Охтирка)     | 5 | 3 | 1 | 1 | 10−5 | 7  |
| 1/4 фіналу  | «Волинь» (Луцьк)                  | 5 | 3 | 0 | 2 | 10−7 | 6  |
| 1/4 фіналу  | «Нива» (Вінниця)                  | 4 | 2 | 1 | 1 | 5−5  | 5  |
| 1/4 фіналу  | «Таврія» (Сімферополь)            | 5 | 2 | 1 | 2 | 6−10 | 5  |
| 1/8 фіналу  | ФК «Черкаси»                      | 3 | 2 | 1 | 0 | 6−3  | 5  |
| 1/8 фіналу  | «Іллічівець» (Маріуполь)          | 3 | 2 | 0 | 1 | 9−3  | 4  |
| 1/8 фіналу  | «Десна» (Чернігів)                | 3 | 2 | 0 | 1 | 7−5  | 4  |
| 1/8 фіналу  | «Карпати» (Львів)                 | 3 | 2 | 0 | 1 | 4−2  | 4  |
| 1/8 фіналу  | «Металург» (Донецьк)              | 3 | 2 | 0 | 1 | 5−4  | 4  |
| 1/8 фіналу  | «Металург» (Запоріжжя)            | 3 | 2 | 0 | 1 | 2−1  | 4  |
| 1/8 фіналу  | «ЦСКА» (Київ)                     | 3 | 1 | 1 | 1 | 5−4  | 3  |
| 1/8 фіналу  | «Сталь» (Алчевськ)                | 3 | 1 | 1 | 1 | 4−3  | 3  |
| 1/16 фіналу | «Арсенал» (Київ)                  | 2 | 1 | 1 | 0 | 4−2  | 3  |
| 1/16 фіналу | «Оболонь» (Київ)                  | 2 | 1 | 1 | 0 | 3−2  | 3  |
| 1/16 фіналу | «Чорноморець» (Одеса)             | 2 | 1 | 0 | 1 | 9−3  | 2  |
| 1/16 фіналу | «Зоря» (Луганськ)                 | 2 | 1 | 0 | 1 | 4−2  | 2  |
| 1/16 фіналу | «Нафком» (Бровари)                | 2 | 1 | 0 | 1 | 4−2  | 2  |
| 1/16 фіналу | «Сталь» (Дніпродзержинськ)        | 2 | 1 | 0 | 1 | 5−4  | 2  |
| 1/16 фіналу | «Спартак-Горобина» (Суми)         | 2 | 1 | 0 | 1 | 4−3  | 2  |
| 1/16 фіналу | «Борисфен» (Бориспіль)            | 2 | 1 | 0 | 1 | 2−2  | 2  |
| 1/16 фіналу | ФК «Миколаїв»                     | 2 | 1 | 0 | 1 | 2−2  | 2  |
| 1/16 фіналу | «Поділля» (Хмельницький)          | 2 | 1 | 0 | 1 | 4−5  | 2  |
| 1/16 фіналу | «Динамо-ІгроСервіс» (Сімферополь) | 2 | 1 | 0 | 1 | 3−4  | 2  |
| 1/16 фіналу | «Спартак» (Івано-Франківськ)      | 2 | 1 | 0 | 1 | 3−4  | 2  |
| 1/16 фіналу | «Металіст» (Харків)               | 2 | 1 | 0 | 1 | 1−2  | 2  |
| 1/16 фіналу | «Техно-Центр» (Рогатин)           | 2 | 1 | 0 | 1 | 1−2  | 2  |
| 1/16 фіналу | «Ворскла-Нафтогаз» (Полтава)      | 2 | 1 | 0 | 1 | 1−4  | 2  |
| 1/16 фіналу | «Явір» (Краснопілля)              | 2 | 1 | 0 | 1 | 3−7  | 2  |
| 1/32 фіналу | «Нива» (Вінниця)                  | 1 | 1 | 0 | 0 | 3−0  | 2  |
| 1/32 фіналу | «Пальміра» (Одеса)                | 1 | 0 | 1 | 0 | 1−1  | 1  |
| 1/32 фіналу | «Нафтовик» (Долина)               | 1 | 0 | 0 | 1 | 1−2  | 0  |
| 1/32 фіналу | «Освіта» (Бородянка)              | 1 | 0 | 0 | 1 | 1−2  | 0  |
| 1/32 фіналу | «Буковина» (Чернівці)             | 1 | 0 | 0 | 1 | 0−1  | 0  |
| 1/32 фіналу | «Газовик-ХГВ» (Харків)            | 1 | 0 | 0 | 1 | 0−1  | 0  |
| 1/32 фіналу | «Дністер» (Овідіополь)            | 1 | 0 | 0 | 1 | 0−1  | 0  |
| 1/32 фіналу | «Кристал» (Херсон)                | 1 | 0 | 0 | 1 | 0−1  | 0  |
| 1/32 фіналу | «Нива» (Тернопіль)                | 1 | 0 | 0 | 1 | 0−1  | 0  |
| 1/32 фіналу | «Полісся» (Житомир)               | 1 | 0 | 0 | 1 | 0−1  | 0  |
| 1/32 фіналу | «Рось» (Біла Церква)              | 1 | 0 | 0 | 1 | 0−1  | 0  |
| 1/32 фіналу | «Верес» (Рівне)                   | 1 | 0 | 0 | 1 | 2−4  | 0  |
| 1/32 фіналу | «Гірник-Спорт» (Комсомольськ)     | 1 | 0 | 0 | 1 | 1−3  | 0  |
| 1/32 фіналу | «Геліос» (Харків)                 | 1 | 0 | 0 | 1 | 1−3  | 0  |
| 1/32 фіналу | «Енергетик» (Бурштин)             | 1 | 0 | 0 | 1 | 1−3  | 0  |
| 1/32 фіналу | «Закарпаття» (Ужгород)            | 1 | 0 | 0 | 1 | 1−3  | 0  |
| 1/32 фіналу | ФК «Бершадь»                      | 1 | 0 | 0 | 1 | 1−3  | 0  |
| 1/32 фіналу | «Газовик-Скала» (Стрий)           | 1 | 0 | 0 | 1 | 0−2  | 0  |
| 1/32 фіналу | «Реал» (Одеса)                    | 1 | 0 | 0 | 1 | 0−2  | 0  |
| 1/32 фіналу | ФК «Олександрія»                  | 1 | 0 | 0 | 1 | 0−2  | 0  |
| 1/32 фіналу | ФК «Севастополь»                  | 1 | 0 | 0 | 1 | 0−2  | 0  |
| 1/32 фіналу | «Електрометалург-НЗФ» (Нікополь)  | 1 | 0 | 0 | 1 | 1−4  | 0  |
| 1/32 фіналу | «Зірка» (Кіровоград)              | 1 | 0 | 0 | 1 | 1−4  | 0  |
| 1/32 фіналу | «Рава» (Рава-Руська)              | 1 | 0 | 0 | 1 | 1−4  | 0  |
| 1/32 фіналу | «Титан» (Армянськ)                | 1 | 0 | 0 | 1 | 1−4  | 0  |
| 1/32 фіналу | «Угольок» (Димитров)              | 1 | 0 | 0 | 1 | 0−3  | 0  |
| 1/32 фіналу | «Кримтеплиця» (Молодіжне)         | 1 | 0 | 0 | 1 | 0−3  | 0  |
| 1/32 фіналу | МФК «Олександрія»                 | 1 | 0 | 0 | 1 | 0−3  | 0  |
| 1/32 фіналу | «Чорногора» (Івано-Франківськ)    | 1 | 0 | 0 | 1 | 1−5  | 0  |
| 1/32 фіналу | «Арсенал» (Харків)                | 1 | 0 | 0 | 1 | 0−4  | 0  |
| 1/32 фіналу | «Олімпія-АЕС» (Южноукраїнськ)     | 1 | 0 | 0 | 1 | 0−4  | 0  |
| 1/32 фіналу | «Олком» (Мелітополь)              | 1 | 0 | 0 | 1 | 0−4  | 0  |
| 1/32 фіналу | «Факел» (Івано-Франківськ)        | 1 | 0 | 0 | 1 | 0−7  | 0  |